# صلصة جزائرية
الصلصة الجزائرية (بالفرنسية: Sauce algérienne) هي صلصة حلوة وحارة ذات لون برتقالي مصفر. وهو متوفر غالبًا في مطاعم الوجبات السريعة التي تقدم التاكو أو الكباب الفرنسي، وغيرها من مطاعم الوجبات السريعة، في الجزائر وتونس والمغرب وبلجيكا وفرنسا وسويسرا.

## تاريخ
يمكن تحديد أقدم توثيق للصلصة الجزائرية إلى عام 1876، من كتاب (Le livre des menus) الذي ألفه وليام بلانشارد جيرولد. مع مرور الوقت، تطورت الوصفات. يصف إرنست لوير الصلصة الجزائرية في عام 1962 بأنها تتكون من طماطم نصف مقلية، محشوة بقطع من الفلفل، وتقدم إلى جانب بطاطس الكروكيت.
بعد ذلك، قامت العديد من شركات الصلصات، وخاصة في الجزائر وبلجيكا وفرنسا، بتصنيع الصلصة الجزائرية، مع التركيز الأساسي على استخدامها في التاكو الفرنسي أو كغميس للبطاطس المقلية. على غرار الصلصات الصناعية الأخرى، تنوعت وصفات الصلصة الجزائرية، حيث قامت كل شركة صلصة بدمج مزيجها المميز مما أدى إلى اختلافات في التوابل والحلاوة والملمس.

## الوصف
يتم تحضير الصلصة الجزائرية تقليديًا بمكونات المايونيز (الزيت وصفار البيض) والتي يضاف إليها الخردل والثوم العسقلاني والفلفل الأسود والخل والفلفل الحار أوالهريسة، وأحيانًا أيضًا الطماطم وصلصة الطماطم والبلمية والقبار وما إلى ذلك. ترتبط الصلصة الجزائرية بالتاكو الفرنسي.

## في الثقافة الشعبية
(Sauce algérienne) هي بودكاست فرنسي على سبوتيفاي يقدمه بول ماكس مورين حول إرث الاحتلال الفرنسي للجزائر وثورة التحرير الجزائرية كما تم فهمها من خلال التاريخ العائلي.